# Anthony Michael Hall
Michael Anthony Thomas Charles Hall (West Roxbury, Massachusetts, 14 de abril de 1968), conocido profesionalmente como Anthony Michael Hall, es un actor, director y productor de cine estadounidense.

## Carrera
Alcanzó cierta fama en los años ochenta con una serie de películas de adolescentes. Hall comenzó su carrera en anuncios siendo un niño e hizo su debut en la pantalla en el año 1980. Actuó en la exitosa comedia de 1983 National Lampoon's Vacation junto con Chevy Chase y Beverly D'Angelo.
Su mayor fama la obtuvo con papeles en las películas del director-guionista John Hughes, comenzando con la comedia popular Sixteen Candles (Dieciséis velas), en 1984. Las películas siguientes de Hall con John Hughes fueron algunas de las más recordadas películas clásicas adolescentes, El club de los cinco y Weird Science, ambas en 1985. Su participación en estas tres películas hizo de él un rostro conocido entre el público adolescente y que se identificaran con él. A fines de los años ochenta, Hall diversificó sus papeles para evitar encasillarse en las películas de adolescentes, y participó en películas como Johnny Superstar (1988), Edward Scissorhands (Eduardo Manostijeras, 1990) y Seis grados de separación (1993). Después de pequeños papeles en series durante los noventa, su personificación del dueño de Microsoft, Bill Gates, le permitió ser nominado al premio Emmy en 1999 por la  película Piratas de Silicon Valley, que lo puso de nuevo en el estrellato. Tuvo un papel en la popular serie de USA Network La zona muerta desde 2002 a 2007.

## Filmografía

### Películas
| Año  | Película                         | Papel                           | Otras notas         |
| ---- | -------------------------------- | ------------------------------- | ------------------- |
| 1980 | The Gold Bug                     | Edgar Allan Poe de joven        | Telefilme           |
| 1981 | Jennifer's Journey               | Michael                         |                     |
| 1982 | Six Pack                         | Doc                             |                     |
| 1983 | National Lampoon's Vacation      | Russell «Rusty» Griswold        |                     |
| 1984 | Sixteen Candles                  | Granjero Ted (The Geek)         |                     |
| 1985 | The Breakfast Club               | Brian Ralph Johnson             |                     |
| 1985 | Weird Science                    | Gary Wallace                    |                     |
| 1986 | Out of Bounds                    | Daryl Cage                      |                     |
| 1988 | Johnny Be Good                   | Johnny Walker                   |                     |
| 1990 | Edward Scissorhands              | Jim                             |                     |
| 1990 | A Gnome Named Gnorm              | Casey Gallagher                 |                     |
| 1990 | Whatever Happened to Mason Reese | Mason Reese                     | Voz                 |
| 1992 | Into the Sun                     | Tom Slade                       |                     |
| 1993 | Six Degrees of Separation        | Trent Conway                    |                     |
| 1994 | Hail Caesar                      | Julius Caesar McMurty           | También director    |
| 1994 | Who Do I Gotta Kill?             | Kevin Friedland, amigo de Jimmy |                     |
| 1995 | A Bucket of Blood                | Walter Paisley                  | Telefilme           |
| 1995 | Ripple                           | Marshall Gray                   |                     |
| 1996 | Hijacked: Flight 285             | Peter Cronin                    | Telefilme           |
| 1996 | Seducción mortal                 | Nick                            |                     |
| 1996 | The Grave                        | Travis                          |                     |
| 1997 | Trojan War                       | Conductor del autobús           |                     |
| 1997 | Cold Night Into Dawn             | Eddie Rodgers                   |                     |
| 1999 | Piratas de Silicon Valley        | Bill Gates                      | Telefilme           |
| 1999 | A Touch of Hope                  | Dean Kraft                      | Telefilme           |
| 1999 | 2 Little, 2 Late                 | Mr. Burggins                    |                     |
| 1999 | Revenge                          | Brian Cutler                    |                     |
| 1999 | Dirt Merchant                    | Jeffry Alan Spacy               |                     |
| 2000 | Happy Accidents                  | Como él mismo                   | Cameo               |
| 2000 | The Photographer                 | Greg                            |                     |
| 2001 | Hitched                          | Ted Robbins                     | Telefilme           |
| 2001 | The Caveman's Valentine          | Bob                             |                     |
| 2001 | Freddy Got Fingered              | Mr. Dave Davidson               |                     |
| 2001 | Hysteria - The Def Leppard Story | Robert «Mutt» Lange             |                     |
| 2001 | 61*                              | Whitey Ford                     | Telefilme           |
| 2002 | All About the Benjamins          | Lil J                           |                     |
| 2005 | Funny Valentine                  | Josh                            | También coproductor |
| 2007 | LA Blues                         | Larry                           |                     |
| 2008 | The Dark Knight                  | Mike Engel                      |                     |
| 2008 | Aftermath                        | Tom Fiorini                     | También productor   |
| 2017 | War Machine                      |                                 |                     |
| 2017 | Bodied                           | Profesor Merkin                 |                     |
| 2021 | Halloween Kills                  | Tommy Doyle                     |                     |
| 2024 | Air Force One Down               | Sam Waitman                     |                     |
| 2024 | Detonantes                       | Ezekiel Swann                   |                     |

### Televisión
| Año       | Programa                     | Papel               | Otras notas                                    |
| --------- | ---------------------------- | ------------------- | ---------------------------------------------- |
| 1985-1986 | Saturday Night Live          | Varios              | Miembro del elenco                             |
| 1993      | Tales from the Crypt         | Reggie Skulnick     | Ep. # 5.9                                      |
| 1995      | NYPD Blue                    | Hanson Riker        | Ep. # 2.13                                     |
| 1995      | Deadly Games                 | Chuck Manley        | Ep. # 1.6                                      |
| 1996      | Murder, She Wrote            | Les Franklin        | Ep. # 12.22                                    |
| 1996      | Touched by an Angel          | Thomas Prescott     | Ep. # 2.22                                     |
| 1997      | The Jamie Foxx Show          | Tim                 | Ep. # 2.6                                      |
| 1997      | Diagnosis Murder             | Dr. Johnson         | Ep. # 5.6                                      |
| 1998      | Poltergeist: The Legacy      | John Griffin        | Ep. # 3.8                                      |
| 1999      | Touched by an Angel          | Thomas Prescott     | Ep. # 5.22                                     |
| 1999      | The Crow: Stairway to Heaven | Oficial Reid Truax  | Ep. # 1.21                                     |
| 2007      | Entourage                    | Como el mismo       | Ep. # 4.02                                     |
| 2002-2007 | La zona muerta               | Johnny Smith        | Protagonista, además de productor del programa |
| 2009-2011 | Community                    | Mike                | Ep. # 1.12, 2.23                               |
| 2010      | CSI: Miami                   | Dr. James Bradstone | Ep. # 8.14                                     |
| 2011      | No Ordinary Family           | Roy Minor           | Ep. #16                                        |
| 2011      | Warehouse 13                 | Walter Sykes        | Ep. #3.09, 3.11, 3.12                          |